# Taylor (Nebraska)
Pour les articles homonymes, voir Taylor.
Taylor est un village américain de l'État du Nebraska, il est le siège du comté de Loup.